# Костромская духовная семинария
Костромская духовная семинария — учебное заведение Русской Православной Церкви, готовящее священно- и церковнослужителей.
Срок обучения — 5 лет на очном пастырском отделении.

## История
Основана осенью 1747 года при Ипатьевском монастыре костромским архиереем Сильвестром (Кулябкой), который прибыл в Кострому в конце января 1746 года. В июне того же года указом через Духовную консисторию начался сбор средств для открытия семинарии и набор учеников в неё. Добровольно церковнических детей в обучение никто не давал: 

…отцы скрывали детей, сказывали их в бегах, и если кто из них впадал в руки рассыльщиков, такового провожали в Кострому, как покойника, с плачем и воплем. <…> Хотя в ту пору по епархии считалось 700 церквей; но собрали учеников малое число и то от церквей города Костромы <…> 1750 года считалось 30 учеников — обыкновенный комплект тогдашних семинарий.— Историческое описание Костромского Ипатского монастыря / Соч. прот. Михаила Диева. — М. : тип. А. Семена, 1858. — С. 45.
В 1750 году Сильвестр был переведён в Санкт-Петербург и до назначения нового епископа в Кострому, которое откладывалось около трёх лет, духовная школа фактически прекратила свое существование, а ученики, распущенные по домам летом 1750 года, больше в неё не возвращались. Новый архиерей, епископ Геннадий (Андреевский) принял энергичные меры по восстановлению духовной школы. В 1760 году епископ Дамаскин (Аскаронский) перевёл семинарию в пригородный Спасо-Запрудненский монастырь, где были выстроены новые деревянные корпуса и церковь Введения Богородицы; были выписаны из Киевской духовной академии учителя: сначала Максим и Иван Фёдоровы, в 1762 году — Стефан Орнатский, в 1765 году — Яков Семчевский и Яков Липицкий. Во время церковной реформы 1764 года Спасо-Запрудненский монастырь был упразднён и семинария стала полной хозяйкой на Запрудне.
В 1773 году в семинарии было 127 учеников и 7 учителей в трёх школах (богословия, философии и риторики) и двух классах (высшем — грамматики, и низшем).
В 1798 году семинария временно была переведена в Ипатьевский монастырь и после возведения на прежнем месте двух новых деревянных корпусов была возвращена в Запрудню. После пожара в декабре 1813 года три высших класса были переведёны в Костромской Богоявленский монастырь, где семинария оставалась в течение последующих тридцати трёх лет.
За время существования семинарии из её стен вышло немало видных деятелей РПЦ: митрополитов, архиепископов, ректоров духовных академий и семинарий, богословов, церковных историков, просветителей, огромное количество городских и сельских священников. Наряду с основными предметами: литургикой, гомилетикой, богословием, Священным Писанием, церковным пением, иконописанием, церковной историей семинаристы изучали древние и современные языки, гражданскую историю, философию, словесность, математику, психологию, логику. Фундаментальная библиотека считалась одной из самых богатых в Костромском крае. С 1887 года при семинарии действовала образцовая церковно-приходская школа, хор духовной семинарии считался одним из лучших в епархии. Семинария была центром епархиальной жизни: здесь проходили епархиальные съезды духовенства, собрания церковно-исторического общества.
В июле 1918 года семинария была закрыта.
1 октября 1990 года стараниями епископа Костромского и Галичского Александра (Могилёва) при соборной церкви Воскресения Христова на Дебре открылось епархиальное училище. Ректором училища стал протоиерей Александр Андросов. В 1991 году духовное училище разместилось в бывшем трапезном корпусе Богоявленско-Анастасииного монастыря.
17 июля 1996 года, решением Патриарха Алексия II и Священного Синода РПЦ училище было преобразовано в семинарию. Первым её ректором стал архимандрит Геннадий (Гоголев). В основу учебного процесса в семинарии были положены программы, принятые в Санкт-Петербургской духовной семинарии.
В 2004 году семинария перешла на пятилетнюю систему обучения.
25 июля 2024 года решением Священного синода РПЦ в связи с «учётом низкой проработки вопроса и принимая во внимание время, требующееся по регламенту прохождения процедуры аккредитации», семинария была упразднена с преобразованием в Центр подготовки церковных специалистов, а её студенты переведены в Вологодскую духовную семинарию.

## Ректоры
- Анастасий (Белопольский) (01.10.1747 — 29.04.1760)
- Софроний (Тернолетов) (29.04.1760 — 27.05.1771)
- Семчевский, Яков (30.05.1771 — 1774)[5]
- Тимофей (28.08.1774-1780)
- Парфений (Нарольский) (1780—1797)
- Евгений (Варгасов) (1797—1800)
- Анатолий (Ставицкий) (1801)
- Август (1802—1820)
- Евтихиан (Лестев) (28.09.1820 — 21.02.1821)
- Макарий (Глухарёв) (27.02.1821 — 1824)
- Евгений (Бажанов) (15.09.1824 — 1829)
- Афанасий (Дроздов) (17.07.1829 — 1.12.1837)
- Платон (Городецкий) (20.12.1837 — 28.04.1839)
- Нафанаил (Савченко) (5.5.1839 — 1845)
- Агафангел (Соловьёв) (17.11.1845 — 1952)
- Прилуцкий, Дмитрий Фёдорович (1852—1853)
- Порфирий (Соколовский) (4.05.1854 — 21.11.1858)
- Викторин (Любимов) (29.10.1858 — 30.11.1860)
- Фотий (Щиревский) (1860—1861)
- Митрофан (Флоринский) (12.01 — 3.07.1861)
- Вениамин (Благонравов) (23.08.1861 — 5.02.1862) в должность не вступил
- Иосиф (Баженов) (29.03.1862 — 12.08.1866)
- Корнилий (Орлинков) (31.08.1866 — 26.12.1875)
- Иустин (Полянский) (26.12.1875 — 22.12.1884)
- Сергий (Ланин) (11.09.1885 — 27.01.1890)
- Менандр (Сазонтьев) (27.01.1890 — 26.01.1897)
- Сырцов, Иоанн Яковлевич (30.1.1897 — 16.8.1902)
- Щеглов, Михаил Иванович (4.9.1902 — 31.3.1905)
- Николай (Орлов) (31.03.1905 — 16.10.1906)
- Чекан, Виктор Георгиевич (4 ноября 1906—1917)
- Владимирский, Николай (12.10.1917 —)
- Геннадий (Гоголев) (17 июля 1996 — 26 июля 2010)
- Алексий (Фролов) (26 июля 2010 — 3 декабря 2013)
- Георгий Андрианов (19 марта 2014 ― 25 июля 2024)

## Известные ученики
В семинарии учились:
- К. М. Быков — физиолог, академик АН СССР
- А. М. Василевский — Маршал Советского Союза
- Н. Н. Виноградов — краевед
- Е. Е. Голубинский — историк, Академик Императорской академии наук
- А. П. Голубцов — археограф
- В. С. Груздев — гинеколог
- С. С. Груздев — терапевт, физиолог, бактериолог
- Ф. С. Груздев — агроном, популяризатор науки
- Иннокентий (Беликов)
- Ф. Н. Лаговский — фольклорист
- Г. А. Любославский — метеоролог
- Н. К. Невзоров — филолог
- Филарет (Никольский) (1880 г.) — архиепископ Самарский и Ставропольский
- Антоний (Павлинский) (1827 г.) — архиепископ Владимирский и Суздальский
- А. В. Панов — библиограф
- Н. В. Покровский — искусствовед
- И. Ф. Правдин — ихтиолог, доктор биологических наук, профессор
- С. А. Предтеченский — зоолог
- Н. А. Преображенский — витаминолог
- А. Н. Реформатский — химик
- С. Н. Реформатский — химик, член-корр. АН СССР
- Л. И. Смирнов — невропатолог
- Н. Н. Страхов (1845 г.) — религиозный философ, член-корреспондент Петербургской АН
- Н. С. Суворов — правовед
- А. Н. Шавров — протоиерей и законоучитель
- С. И. Ширский — впоследствии преподаватель КоДС[7]
- П. Е. Юницкий — член II Государственной Думы от Костромской губернии.
- Н. В. Ястребов — славяновед.